# 매괴고등학교
매괴고등학교(玫瑰高等學校)는 대한민국 충청북도 음성군 감곡면 왕장리에 있는 사립 고등학교이다.

## 학교 연혁
- 1907년 : 임가밀로 신부 매괴학당 시작
- 1953년 5월 1일 : 입학식 및 개교식(매괴상업고등학교)
- 1966년 11월 21일 : 매괴상업고등학교에서 매괴여자상업고등학교로 교명변경
- 1995년 6월 26일 : 기숙사(지하 1층, 지상 3층) 준공
- 2001년 3월 1일 : 매괴여자상업고등학교에서 매괴고등학교로 교명 변경(보통과 4학급, 정보과 2학급 모집)
- 2005년 11월 25일 : 매괴고등학교 신축교사 준공
- 2006년 4월 4일 : 남학생 기숙사 준공
- 2009년 11월 14일 : 다목적교실(가밀로관) 및 급식소 준공
- 2010년 3월 1일 : 매괴고등학교 학칙 변경(보통과 6학급 모집)
- 2024년 1월 12일 : 매괴고등학교 제67회 101명 졸업(남 45명, 여 56명, 총 10,855명)
- 2024년 3월 1일 : 제16대 교장 한필수(필레몬) 신부 취임
- 2024년 3월 4일 : 매괴고등학교 109명(남 54명, 여 55명) 입학

## 참고 자료
- 매괴고등학교 - 한국교육학술정보원 학교알리미